# Jesús M. de Miguel Rodríguez
Jesús M. de Miguel Rodríguez (País Basc, 1947) és sociòleg; ha desenvolupat la major part de la seva vida professional a Barcelona. És germà del també sociòleg Amando de Miguel Rodríguez.
Doctor en Ciències Polítiques per la Universitat Complutense i doctor en Sociologia per la Yale University. Ha ocupat la Cátedra de Estudios Españoles Príncipe de Asturias en la Georgetown University, Washington DC.
Actualment és catedràtic de Sociologia de la Universitat de Barcelona. Representa a Espanya en el comitè de Ciències Socials del European Cooperation in the Field of Scientific and Technical Research, a la Comissió Europea a Brussel·les. És director del grup d'Investigació sociològica GRS, a la Universitat de Barcelona. Membre de la International Visual Sociology Asssociation.
Ha estat professor a les universitats de Georgetown i Berkeley, i investigador a la Yale University, Universitat Stanford, University of California (San Diego), University of Maryland, University of Arizona, University of Adelaide (Australia), i Universitat de Hosei (Tokio, Japó) entre d'altres. Investigador del Consejo de Europa i de la Organización Mundial de la Salud, també ha estat fellow de la Fundación Rockefeller en el Bellagio Center. Les seves investigacions han estat finançades per institucions com Fundación Ford, American Council of Learned Societies, Social Science Research Council, British Council, Gobierno Francés, Fundación Juan March, Comisión Fulbright, Fundación La Caixa, Fundación Argentaria i Fundación Foessa entre d'altres.
Representant espanyol en el programa COST de la Unió Europea. Ha estat, durant quatre anys, gestor del programa nacional PSBS del Plan Nacional I+D, membre de la CTT de la UB. Entre les revistes en les que ha tingut responsabilitats editorials hi ha Social Science and Medicine, Health Promotion, Health for All in Europe, la col·lecció 'Cuadernos Metodológicos', la Revista Española de Investigaciones Sociológicas, Revista de Sanidad e Higiene Pública, Gaceta Sanitaria, Current Anthropology, y Contemporary Sociology.
Ha estat membre del comitè executiu de l'European Society of Medical Sociologists. Fou assessor del Ministro de Sanidad y Consumo. Membre del Comitè d'Experts de la Diputació de Barcelona, del Consell Municipal del Medi Ambient de Barcelona, i del Consejo General del Insalud.
Ha publicat uns cinquanta llibres i cent cinquanta articles professionals en espanyol i en anglès. Entre els llibres destaquen Sociology in Spain (Sage, 1979), Políticas de población (amb Juan Díez Nicolás, Fontanella, 1985), El mito de la sociedad organizada (Península, 1991), Estructura y cambio social en España (Alianza Editorial, 1998), Excelencia: Calidad de las universidades españolas (CIS 2001), i Sociología Visual (2002).
Entre els premis que ha obtingut hi ha el Premio Nacional de Investigación en Ciencias Sociales el 1982, el primer Premio de Ensayo del País Vasco en dos ocasions i el Premi internacional "Prince of Asturias Chair" el 1999.
La seva figura, malgrat tot, és polèmica. L'octubre del 1993, 60 professors de la Facultat d'Econòmiques van demanar-ne al rector la destitució; Jesús de Miguel, llavors cap d'estudis de la llicenciatura de sociologia havia presidit un tribunal per a una càtedra i havia enviat una carta demanant el suport a un dels candidats, conducta impròpia que trencava la imparcialitat del tribunal: l'oposició fou anul·lada.
També fou denunciat per alguns estudiants el 1994 pel fet de fotocopiar treballs seus, amb dades personals i confidencials, sense autorització. Denunciat a finals de 2011 per assetjament sexual a diversos estudiants durant el transcurs de tutories, fou investigat pel fiscal per fets esdevinguts el curs 2007/08: la investigació, feta en 2012, primer com a expedient disciplinari a la UB i després a fiscalia, va confirmar la veracitat dels fets, però com que ja havien prescrit, no es va poder encausar ni sancionar administrativament el professor, que va continuar en actiu a la Universitat de Barcelona malgrat les repetides queixes dels estudiants, tot i que se'l va apartar de la docència.